# Lake Park (Iowa)
Lake Park ist eine Stadt (mit dem Status „City“) im Dickinson County im US-amerikanischen Bundesstaat Iowa. Das U.S. Census Bureau hat bei der Volkszählung 2020 eine Einwohnerzahl von 1.167 ermittelt.

## Geographie
Lake Park liegt im Westen der Iowa Great Lakes genannten Region im Nordwesten Iowas. Die Stadt liegt am Silver Lake, der vom West Branch Little Sioux River durchflossen wird und über den Little Sioux River zum Stromgebiet des Missouri gehört. Die Staatsgrenze nach Minnesota befindet sich 4 km nördlich der Stadt; die vom Big Sioux River gebildete Grenze Iowas zu South Dakota verläuft 107 km westlich.
Die geografischen Koordinaten von Lake Park sind 43°27′20″ nördlicher Breite und 95°19′15″ westlicher Länge. Die Stadt erstreckt sich über eine Fläche von 4,17 km² und ist die einzige Ortschaft innerhalb der Silver Lake Township.
Nachbarorte von Lake Park sind Jackson in Minnesota (28 km nordöstlich), Spirit Lake (20,6 km ostsüdöstlich), Wahpeton (21,9 km südwestlich), Harris (11,1 km westlich) und Round Lake in Minnesota (21,4 km nordwestlich).
Die nächstgelegenen größeren Städte sind die Twin Cities in Minnesota (Minneapolis und Saint Paul) (296 km nordöstlich), Rochester in Minnesota (280 km ostnordöstlich), Waterloo (340 km ostsüdöstlich), Cedar Rapids (443 km in der gleichen Richtung), Iowas Hauptstadt Des Moines (338 km südöstlich), Nebraskas größte Stadt Omaha (285 km südsüdwestlich), Sioux City (163 km südwestlich) und South Dakotas größte Stadt Sioux Falls (123 km westlich).

## Verkehr
Der Iowa State Highway 9 verläuft entlang der südlichen Stadtgrenze von Lake Park. Alle weiteren Straßen sind untergeordnete Landstraßen, teils unbefestigte Fahrwege sowie innerörtliche Verbindungsstraßen.
Mit dem Spirit Lake Municipal Airport befindet sich 24 km ostsüdöstlich ein kleiner Flugplatz.
Die nächstgelegenen Verkehrsflughäfen sind der Sioux Falls Regional Airport (143 km westlich), der Sioux Gateway Airport in Sioux City (176 km südwestlich), das Eppley Airfield in Omaha (282 km südsüdwestlich), der Minneapolis-Saint Paul International Airport (293 km nordöstlich) und der Des Moines International Airport (344 km südöstlich).

## Geschichte
Im Jahr 1868 wurde das Gebiet der heutigen Stadt erstmals durch Weiße dauerhaft besiedelt. Die erste Poststation in der damals noch Austin genannten Siedlung wurde 1872 eröffnet. Ab 1882 begann mit dem Anschluss an das Eisenbahnnetz die planmäßige Anlage der Stadt, die im gleichen Jahr in Lake Park umbenannt wurde. Im Jahr 1892 wurde die Siedlung als selbstständige Kommune inkorporiert und mit John Buffum der erste Bürgermeister (Mayor) gewählt.

## Bevölkerung
Nach der Volkszählung im Jahr 2010 lebten in Lake Park 1105 Menschen in 486 Haushalten. Die Bevölkerungsdichte betrug 265 Einwohner pro Quadratkilometer. In den 486 Haushalten lebten statistisch je 2,21 Personen.
Ethnisch betrachtet setzte sich die Bevölkerung zusammen aus 98,6 Prozent Weißen sowie 0,5 Prozent aus anderen ethnischen Gruppen; 1,0 Prozent stammten von zwei oder mehr Ethnien ab. Unabhängig von der ethnischen Zugehörigkeit waren 1,0 Prozent der Bevölkerung spanischer oder lateinamerikanischer Abstammung.
21,4 Prozent der Bevölkerung waren unter 18 Jahre alt, 53,5 Prozent waren zwischen 18 und 64 und 25,1 Prozent waren 65 Jahre oder älter. 50,9 Prozent der Bevölkerung waren weiblich.
Das mittlere jährliche Einkommen eines Haushalts lag bei 53.646 USD. Das Pro-Kopf-Einkommen betrug 26.475 USD. 2,9 Prozent der Einwohner lebten unterhalb der Armutsgrenze.